# Automobiles Gonfaronnaises Sportives
Automobiles Gonfaronnaises Sportives (AGS) – były zespół wyścigowy założony przez Henriego Juliena, w latach 1986–1991 zespół i konstruktor Formuły 1. Obecnie AGS jest szkołą wyścigową.

## Historia

### Henri Julien
W młodości Henri Julien pracował w Garage de l'Avenir w miejscowości Gonfaron, natomiast w wolnym czasie budował jednomiejscowy samochód wyścigowy nazwany przez siebie JH1, wyposażony w zmodyfikowany silnik Simca o pojemności 500 cm³, którym w 1950 roku zaczął ścigać się w lokalnych wyścigach. Później Julien zbudował samochód z silnikiem BMW o pojemności 500 cm³, a w 1957 roku samochód Formuły Junior z umieszczonym z przodu silnikiem Panhard 0,85 l, który to samochód nazwał JH3.
W 1960 roku Julien zaprzestał budowy samochodów i kupił samochód Formuły 3 konstrukcji Alpine. Z powodu braku funduszy przestał się nim jednak ścigać w 1965 roku. Dzięki utworzeniu w 1968 roku nowej serii wyścigowej Julien powrócił do budowy samochodów i założył Automobiles Gonfaronnaises Sportives (AGS), współpracując z Christianem Vanderpleynem, który w 1960 roku był praktykantem u Juliena. Julien zbudował model JH4, którym w 1969 roku ścigał się François Rabbione. W następnym roku Julien zbudował dwa modele JH5, którymi ścigali się Rabbione i Gerard Cerruti; Cerruti zajął trzecie miejsce na torze Paul Ricard. W 1971 roku seria ta zmieniła nazwę na Formułę Renault, a Julien zbudował model JH6, którym z pewnymi sukcesami ścigał się François Guerre-Berthelot; Guerre-Berthelot nie wygrał wprawdzie wyścigu, ale ustanowił kilka najszybszych okrążeń. Następnie Julien projektował bolidy Formuły 3 i Formuły Renault, jednak AGS nie odnosił znaczących sukcesów. W 1977 roku zespół zaczął ścigać się w Formule Super Renault, a Richard Dallest modelem JH14 odnosił dobre wyniki.
W 1978 Julien wystawił AGS JH15 z silnikiem BMW w Formule 2, a kierowcą był Dallest. Początkowo rezultaty były słabe, ale w 1980 roku Dallest wygrał wyścigi w Pau i Zandvoort. W 1982 nowymi kierowcami zostali Philippe Streiff i Pascal Fabre; Streiff ukończył sezon na szóstym miejscu, dwukrotnie zdobywając drugie miejsce. W 1983 roku zespół stracił wsparcie firm Motul i GPA, ale pieniądze wniesione przez Fulvio Ballabio pozwoliły na funkcjonowanie zespołu, ponadto Streiff zajął czwarte miejsce w klasyfikacji końcowej. Ze wsparciem Gitanes, Elf i Blanchet Locatop Streiff został w zespole w sezonie 1984, odnosząc pierwsze zwycięstwo w tej serii, na torze Brands Hatch. Po powstaniu Formuły 3000 w roku 1985 Streiff i AGS ścigali się w tej serii, ale bez sukcesów.

### Formuła 1
W 1986 roku zespół zadebiutował w Formule 1, co miało miejsce podczas Grand Prix Włoch. AGS JH21C był oparty na samochodzie Formuły 3000, a jego monocoque pochodził od Renault. Samochód był napędzany silnikami Motori Moderni, a kierowcą został Ivan Capelli. Zimą samochód został przeprojektowany i wyposażony w silnik Forda. Zespół otrzymał wsparcie firmy Charro, a kierowcą został Pascal Fabre, który pod koniec roku został zastąpiony przez Roberto Moreno; Moreno zdobył dla zespołu pierwszy punkt w Formule 1 za szóste miejsce w Grand Prix Australii. 
W roku 1988 mimo problemów finansowych Streiff za kierownicą JH23 pokazywał w niektórych eliminacjach dobrą szybkość. Ponadto do Coloni odeszli z zespołu projektant Vanderpleyn, asystent Michel Costa i menadżer zespołu Frederic Dhainhaut. Projektantem modelu na sezon 1989 – JH24, został Claude Galopin, a partnerem Streiffa dzięki wsparciu Liqui Moly został Joachim Winkelhock. W marcu 1989 roku Streiff został sparaliżowany wskutek wypadku podczas testów na torze Jacarepaguá, a Julien zdecydował się na sprzedaż zespołu francuskiemu biznesmenowi Cyrilowi de Rouvre'owi. Dyrektorem ds. rozwoju został Francois Guerre-Berthelot, a szefem – Henri Cochin. Nowym sponsorem została firma Faure, a Streiffa zastąpił Gabriele Tarquini. W połowie sezonu Winkelhocka zastąpił Yannick Dalmas. Model JH24 ani razu nie zakwalifikował się do wyścigu.
Jesienią zespół został zrestrukturyzowany: Costa został szefem ds. projektu, Hugues de Chaunac – dyrektorem zespołu a Claude Rouelle – szefem ds. badań i rozwoju. Na sezon 1990 nowym sponsorem został paryski dom mody, firma Ted Lapidus, a kierowcami pozostali Tarquini i Dalmas. Po kilku miesiącach De Chaunac opuścił zespół. AGS JH25 zdołał zakwalifikować się do kilku wyścigów, a najlepszym rezultatem było dziewiąte miejsce Dalmasa w Grand Prix Hiszpanii. Zimą na jaw wyszły poważne problemy finansowe zespołu. AGS JH26 nie został wybudowany i plotkowano o możliwości połączenia się AGS i Larrousse'a.
Zespół został wykupiony przez Włochów: Patrizio Cantu i Gabriele Raffanellego. Do zespołu przyszli Vanderpleyn i Mario Tolentino, którzy zaprojektowali model JH27. Samochód ten zadebiutował dopiero we wrześniu i okazał się niewiele lepszy od słabego JH25. Wkrótce później zespół został zamknięty. Później AGS przekształciło się w szkołę wyścigową, wypożyczającą swoje samochody.

## Wyniki w Formule 1
| Legenda oznaczeń w tabelach wyników Wyświetl szablon na nowej stronie | Legenda oznaczeń w tabelach wyników Wyświetl szablon na nowej stronie                                                                     |
| Oznaczenie                                                            | Wyjaśnienie |
| --------------------------------------------------------------------- | --- |
| Złoty                                                                 | Zwycięzca lub mistrzostwo |
| Srebrny                                                               | 2. miejsce lub wicemistrzostwo |
| Brązowy                                                               | 3. miejsce lub II wicemistrzostwo |
| Zielony                                                               | Ukończył, punktował (w klasyfikacji generalnej, gdy zdobył co najmniej jeden punkt na przestrzeni sezonu, poza trzema powyższymi opcjami) |
| Niebieski                                                             | Ukończył, nie punktował (w klasyfikacji generalnej, gdy nie zdobył co najmniej jednego punktu na przestrzeni sezonu)                      |
| Czerwony                                                              | Nie zakwalifikował się (NZ) |
| Czerwony                                                              | Nie prekwalifikował się (NPK) |
| Różowy                                                                | Nie ukończył (NU) |
| Różowy                                                                | Niesklasyfikowany (NS) (w klasyfikacji generalnej, gdy nie został sklasyfikowany w żadnym wyścigu sezonu)                                 |
| Czarny                                                                | Zdyskwalifikowany (DK) |
| Czarny                                                                | Wykluczony (WYK/EX) |
| Biały                                                                 | Nie wystartował (NW) |
| Biały                                                                 | Kontuzjowany (K/INJ) |
| Biały                                                                 | Wyścig odwołany (OD/C) |
| Bez koloru                                                            | Został wycofany (WYC/WD) |
| Bez koloru                                                            | Nie przybył (NP/DNA) |
| Bez koloru                                                            | Nie brał udziału w treningach (NT/DNP) |
| Bez koloru                                                            | Nie został zgłoszony (–) |
| Pogrubienie                                                           | Start z pole position |
| Kursywa                                                               | Najszybsze okrążenie wyścigu |
| †                                                                     | Nie ukończył, ale jego rezultat został zaliczony ze względu na przejechanie więcej niż 90% dystansu wyścigu.                              |
| *                                                                     | Sezon w trakcie |
| 1/2/3                                                                 | Punktowana pozycja w sprincie kwalifikacyjnym                                                                                             |
| Lista systemów punktacji Formuły 1                                    | |

| Sezon | Konstruktor        | Kierowcy           | Wyniki w poszczególnych eliminacjach | Wyniki w poszczególnych eliminacjach | Wyniki w poszczególnych eliminacjach | Wyniki w poszczególnych eliminacjach | Wyniki w poszczególnych eliminacjach | Wyniki w poszczególnych eliminacjach | Wyniki w poszczególnych eliminacjach | Wyniki w poszczególnych eliminacjach | Wyniki w poszczególnych eliminacjach | Wyniki w poszczególnych eliminacjach | Wyniki w poszczególnych eliminacjach | Wyniki w poszczególnych eliminacjach | Wyniki w poszczególnych eliminacjach | Wyniki w poszczególnych eliminacjach | Wyniki w poszczególnych eliminacjach | Wyniki w poszczególnych eliminacjach | Wyniki kierowców | Wyniki kierowców | Wyniki konstruktora | Wyniki konstruktora |
| 1986  |                    |                    | BRA                                  | ESP                                  | SMR                                  | MCO                                  | BEL                                  | CAN                                  | USE                                  | FRA                                  | GBR                                  | DEU                                  | HUN                                  | AUT                                  | ITA                                  | PRT                                  | MEX                                  | AUS                                  | Punkty           | Pozycja          | Punkty              | Pozycja             |
| ----- | ------------------ | ------------------ | ------------------------------------ | ------------------------------------ | ------------------------------------ | ------------------------------------ | ------------------------------------ | ------------------------------------ | ------------------------------------ | ------------------------------------ | ------------------------------------ | ------------------------------------ | ------------------------------------ | ------------------------------------ | ------------------------------------ | ------------------------------------ | ------------------------------------ | ------------------------------------ | ---------------- | ---------------- | ------------------- | ------------------- |
| 1986  | AGS-Motori Moderni | Ivan Capelli       | –                                    | –                                    | –                                    | –                                    | –                                    | –                                    | –                                    | –                                    | –                                    | –                                    | –                                    | –                                    | NU                                   | NU                                   | –                                    | –                                    | 0                | NS               | 0                   | NS                  |
| 1987  |                    |                    | BRA                                  | SMR                                  | BEL                                  | MCO                                  | USE                                  | FRA                                  | GBR                                  | DEU                                  | HUN                                  | AUT                                  | ITA                                  | PRT                                  | ESP                                  | MEX                                  | JPN                                  | AUS                                  | Punkty           | Pozycja          | Punkty              | Pozycja             |
| 1987  | AGS-Ford           | Pascal Fabre       | 12                                   | 13                                   | 10                                   | 13                                   | 12                                   | 9                                    | 9                                    | NU                                   | 13                                   | NS                                   | NZ                                   | NZ                                   | NU                                   | NZ                                   | –                                    | –                                    | 0                | 25               | 1                   | 12                  |
| 1987  | AGS-Ford           | Roberto Moreno     | –                                    | –                                    | –                                    | –                                    | –                                    | –                                    | –                                    | –                                    | –                                    | –                                    | –                                    | –                                    | –                                    | –                                    | NU                                   | 6                                    | 1                | 21               | 1                   | 12                  |
| 1988  |                    |                    | BRA                                  | SMR                                  | MCO                                  | MEX                                  | CAN                                  | USE                                  | FRA                                  | GBR                                  | DEU                                  | HUN                                  | BEL                                  | ITA                                  | PRT                                  | ESP                                  | JPN                                  | AUS                                  | Punkty           | Pozycja          | Punkty              | Pozycja             |
| 1988  | AGS-Ford           | Philippe Streiff   | NU                                   | 10                                   | NU                                   | 12                                   | NU                                   | NU                                   | NU                                   | NU                                   | NU                                   | NU                                   | 10                                   | NU                                   | 9                                    | NU                                   | 8                                    | 11                                   | 0                | 21               | 0                   | 13                  |
| 1989  |                    |                    | BRA                                  | SMR                                  | MCO                                  | MEX                                  | USA                                  | CAN                                  | FRA                                  | GBR                                  | DEU                                  | HUN                                  | BEL                                  | ITA                                  | PRT                                  | ESP                                  | JPN                                  | AUS                                  | Punkty           | Pozycja          | Punkty              | Pozycja             |
| 1989  | AGS-Ford           | Philippe Streiff   | WD                                   | –                                    | –                                    | –                                    | –                                    | –                                    | –                                    | –                                    | –                                    | –                                    | –                                    | –                                    | –                                    | –                                    | –                                    | –                                    | 0                | NS               | 1                   | 15                  |
| 1989  | AGS-Ford           | Gabriele Tarquini  | –                                    | 8                                    | NU                                   | 6                                    | 7                                    | NU                                   | NU                                   | NZ                                   | NPK                                  | NPK                                  | NPK                                  | NPK                                  | NPK                                  | NPK                                  | NPK                                  | NPK                                  | 1                | 27               | 1                   | 15                  |
| 1989  | AGS-Ford           | Joachim Winkelhock | NPK                                  | NPK                                  | NPK                                  | NPK                                  | NPK                                  | NPK                                  | NPK                                  | –                                    | –                                    | –                                    | –                                    | –                                    | –                                    | –                                    | –                                    | –                                    | 0                | NS               | 1                   | 15                  |
| 1989  | AGS-Ford           | Yannick Dalmas     | –                                    | –                                    | –                                    | –                                    | –                                    | –                                    | –                                    | NPK                                  | NPK                                  | NPK                                  | NPK                                  | NPK                                  | NPK                                  | NPK                                  | NPK                                  | NPK                                  | 0                | NS               | 1                   | 15                  |
| 1990  |                    |                    | USA                                  | BRA                                  | SMR                                  | MCO                                  | CAN                                  | MEX                                  | FRA                                  | GBR                                  | DEU                                  | HUN                                  | BEL                                  | ITA                                  | PRT                                  | ESP                                  | JPN                                  | AUS                                  | Punkty           | Pozycja          | Punkty              | Pozycja             |
| 1990  | AGS-Ford           | Gabriele Tarquini  | NPK                                  | NPK                                  | NPK                                  | NPK                                  | NPK                                  | NPK                                  | NZ                                   | NU                                   | NPK                                  | 13                                   | NZ                                   | NZ                                   | NZ                                   | NU                                   | NZ                                   | NU                                   | 0                | 32               | 0                   | 14                  |
| 1990  | AGS-Ford           | Yannick Dalmas     | NPK                                  | NU                                   | NPK                                  | NPK                                  | NPK                                  | NPK                                  | 17                                   | NPK                                  | NZ                                   | NZ                                   | NZ                                   | NS                                   | NU                                   | 9                                    | NZ                                   | NZ                                   | 0                | 25               | 0                   | 14                  |
| 1991  |                    |                    | USA                                  | BRA                                  | SMR                                  | MCO                                  | CAN                                  | MEX                                  | FRA                                  | GBR                                  | DEU                                  | HUN                                  | BEL                                  | ITA                                  | PRT                                  | ESP                                  | JPN                                  | AUS                                  | Punkty           | Pozycja          | Punkty              | Pozycja             |
| 1991  | AGS-Ford           | Gabriele Tarquini  | 8                                    | NU                                   | NZ                                   | NU                                   | NZ                                   | NZ                                   | NZ                                   | NZ                                   | NZ                                   | NPK                                  | NPK                                  | NPK                                  | NZ                                   | –                                    | –                                    | –                                    | 0                | 30               | 0                   | 15                  |
| 1991  | AGS-Ford           | Olivier Grouillard | –                                    | –                                    | –                                    | –                                    | –                                    | –                                    | –                                    | –                                    | –                                    | –                                    | –                                    | –                                    | –                                    | NPK                                  | –                                    | –                                    | 0                | 34               | 0                   | 15                  |
| 1991  | AGS-Ford           | Stefan Johansson   | NZ                                   | NZ                                   | –                                    | –                                    | –                                    | –                                    | –                                    | –                                    | –                                    | –                                    | –                                    | –                                    | –                                    | –                                    | –                                    | –                                    | 0                | NS               | 0                   | 15                  |
| 1991  | AGS-Ford           | Fabrizio Barbazza  | –                                    | –                                    | NZ                                   | NZ                                   | NZ                                   | NZ                                   | NZ                                   | NZ                                   | NPK                                  | NPK                                  | NPK                                  | NPK                                  | NPK                                  | NPK                                  | –                                    | –                                    | 0                | NS               | 0                   | 15                  |